# Gavilán G358
Die Gavilán G358 (deutsch: Sperber) ist ein leichtes Mehrzweckflugzeug des kolumbianischen Herstellers El Gavilán S.A.

## Geschichte und Konstruktion
Aero Mercantil in Bogotá, ursprünglich als Luft-Taxi-Unternehmen gegründet, begann ab 1952 mit der Wartung und dem Verkauf von vorwiegend Piper-Flugzeugen. Ab 1968 wurden auch Flugzeuge aus Bausätzen zusammengebaut. Das Tochterunternehmen El Gavilan S.A. arbeitete ab 1986 an der Entwicklung eines einmotorigen Reiseflugzeugs, der G358.
Die G358 ist ein abgestrebter Schulterdecker in Ganzmetallbauweise mit rechteckigem Rumpfquerschnitt und nicht einziehbarem Bugradfahrwerk. Die Maschine wird durch einen Sechszylinder-Boxermotor Textron Lycoming IO-540-W2A mit 261 kW angetrieben und kann auch auf unvorbereiteten Pisten starten und landen. Der Rumpf besitzt zu beiden Seiten des Cockpits Türen und eine große Frachttüre auf der linken Seite. Der Prototyp flog erstmals am 27. April 1990.
Im Jahr 2012 erwarb Cub Crafters die Rechte an der Maschine und begann die Weiterentwicklung mit einem Turboproptriebwerk.

## Versionen
- G358 – Grundmodell
  - G358M – Militärische Version mit der Möglichkeit ein MG an der Ladetürkante zu montieren.
- G508T – In Entwicklung befindliche Version mit einem Turboproptriebwerk
  - G508M – Militärische Version mit Turboproptriebwerk

## Nutzer
Kolumbien
- Kolumbianische Luftwaffe
- Kolumbianische Marine
- Policía Nacional de Colombia

 Spanien
- Guardia Civil

## Technische Daten
| Kenngröße             | Daten                                                               |
| --------------------- | ------------------------------------------------------------------- |
| Besatzung             | 1                                                                   |
| Passagiere            | 7 oder 4 Tragbahren                                                 |
| Länge                 | 9,58 m                                                              |
| Spannweite            | 12,8 m                                                              |
| Höhe                  | 3,74 m                                                              |
| Flügelfläche          | 18,95 m²                                                            |
| Flügelstreckung       | 8,6                                                                 |
| Leermasse             | 1270 kg                                                             |
| max. Startmasse       | 2041 kg                                                             |
| Reisegeschwindigkeit  | 250 km/h                                                            |
| Höchstgeschwindigkeit | 376 km/h                                                            |
| Dienstgipfelhöhe      | 6860 m                                                              |
| Reichweite            | 1425 km                                                             |
| Triebwerke            | 1 × Sechszylinder-Boxermotor Textron Lycoming IO-540-W2A mit 261 kW |